# Lygodactylus nigropunctatus
Lygodactylus nigropunctatus là một loài thằn lằn trong họ Gekkonidae. Loài này được Jacobsen miêu tả khoa học đầu tiên năm 1992.